# Angela Stanton-King
Angela Stanton-King (Cheverly, Maryland; 19 de febrero de 1977) es una autora, personalidad de televisión, oradora y política estadounidense. Ha sido descrita como una figura de extrema derecha en la política estadounidense y una aliada cercana del expresidente Donald Trump, además de ser partidaria de QAnon, que defiende una serie de teorías conspirativas de extrema derecha.
Pasó dos años en prisión por conspiración, hasta ser indultada por el presidente Trump en 2020.

## Primeros años
Stanton-King nació en Cheverly, Maryland y creció en Búfalo, Nueva York. Cuando era niña, también vivió en Greensboro, Carolina del Norte. Ella es ahijada de Alveda King, sobrina de Martin Luther King.

## Condena e indulto presidencial
En 2004, Stanton-King fue condenada por cargos de conspiración federal por su papel en una red de robo de automóviles y cumplió dos años de prisión. Dio a luz mientras cumplía su condena. Stanton-King fue indultada por el presidente Donald Trump en febrero de 2020.
Después de su liberación, Stanton-King se convirtió en autora (al principio con el nombre de Angela Stanton) y en una estrella de reality shows. Escribió y editó varios libros autobiográficos publicados de forma independiente. También apareció en el programa de televisión de BET From the Bottom Up.

## Política
Apoyó la Ley de Primeros Pasos, que prohibía esposar a las mujeres durante el parto. Mientras estaba en prisión en 2004, dice que la esposaron mientras daba a luz y que su hija fue “arrebatada de sus brazos 24 horas después”.
Apoya también el derecho a votar de cualquier persona liberada después de una condena por delito grave.
Stanton-King ha hecho varias declaraciones contra el movimiento LGBT en Twitter, incluida la comparación de dicho movimiento con la pedofilia.